# Zullen we een spelletje doen?
Zullen we een spelletje doen? is een spelprogramma dat werd uitgezonden op SBS6. Het televisieprogramma werd gepresenteerd door Kim-Lian van der Meij. Het programma werd geproduceerd door Talpa Producties.
In iedere aflevering nemen twee teams het tegen elkaar op. Een team staat onder leiding van Simon Keizer en het andere team staat onder leiding van Nick Schilder. Zij worden bijgestaan door bekende Nederlanders. Tijdens de spellen proberen de teams zo veel mogelijk punten te verdienen die in de finale omgezet worden in seconden voor het eindspel.

## Seizoen 1
| Nr. | Uitzenddatum - Voorjaar | Team          | BN'er                  |
| --- | ----------------------- | ------------- | ---------------------- |
| 1   | 8 april 2016            | Nick Schilder | Winston Gerschtanowitz |
| 1   | 8 april 2016            | Simon Keizer  | Renate Gerschtanowitz  |
| 2   | 15 april 2016           | Nick Schilder | Dennis van de Ven      |
| 2   | 15 april 2016           | Simon Keizer  | Lange Frans            |
| 3   | 22 april 2016           | Nick Schilder | Maik de Boer           |
| 3   | 22 april 2016           | Simon Keizer  | Kees Tol               |
| 4   | 29 april 2016           | Nick Schilder | Dennis Weening         |
| 4   | 29 april 2016           | Simon Keizer  | Irene Moors            |
| 5   | 6 mei 2016              | Nick Schilder | Martijn Fischer        |
| 5   | 6 mei 2016              | Simon Keizer  | Bridget Maasland       |
| 6   | 13 mei 2016             | Nick Schilder | Michel Mulder          |
| 6   | 13 mei 2016             | Simon Keizer  | Ronald Mulder          |
| 7   | 20 mei 2016             | Nick Schilder | Georgina Verbaan       |
| 7   | 20 mei 2016             | Simon Keizer  | Jim Bakkum             |
| 8   | 3 juni 2016             | Nick Schilder | Pip Pellens            |
| 8   | 3 juni 2016             | Simon Keizer  | Kjeld Nuis             |

## Seizoen 2
| Nr. | Uitzenddatum - Najaar | Team          | BN'er                  |
| --- | --------------------- | ------------- | ---------------------- |
| 1   | 27 augustus 2016      | Nick Schilder | Fred van Leer          |
| 1   | 27 augustus 2016      | Simon Keizer  | Arjen Robben           |
| 2   | 3 september 2016      | Nick Schilder | Yes-R                  |
| 2   | 3 september 2016      | Simon Keizer  | Remy Bonjasky          |
| 3   | 10 september 2016     | Nick Schilder | Monique Smit           |
| 3   | 10 september 2016     | Simon Keizer  | Patty Brard            |
| 4   | 17 september 2016     | Nick Schilder | Rick Paul van Mulligen |
| 4   | 17 september 2016     | Simon Keizer  | Jelka van Houten       |
| 5   | 24 september 2016     | Nick Schilder | Sofie van den Enk      |
| 5   | 24 september 2016     | Simon Keizer  | Leonie ter Braak       |
| 6   | 1 oktober 2016        | Nick Schilder | Airen Mylene           |
| 6   | 1 oktober 2016        | Simon Keizer  | Taeke Taekema          |
| 7   | 8 oktober 2016        | Nick Schilder | Gallyon van Vessem     |
| 7   | 8 oktober 2016        | Simon Keizer  | Selma van Dijk         |
| 8   | 15 oktober 2016       | Nick Schilder | Patricia Paay          |
| 8   | 15 oktober 2016       | Simon Keizer  | Josje Huisman          |

## Seizoen 3
| Nr. | Uitzenddatum - Najaar | Team          | BN'er              |
| --- | --------------------- | ------------- | ------------------ |
| 1   | 18 mei 2017           | Nick Schilder | Naomi van As       |
| 1   | 18 mei 2017           | Simon Keizer  | Ellen Hoog         |
| 2   | 25 mei 2017           | Nick Schilder | Tim Douwsma        |
| 2   | 25 mei 2017           | Simon Keizer  | Ruben Nicolai      |
| 3   | 1 juni 2017           | Nick Schilder | Nicolette van Dam  |
| 3   | 1 juni 2017           | Simon Keizer  | Jamai Loman        |
| 4   | 8 juni 2017           | Nick Schilder | Xander de Buisonjé |
| 4   | 8 juni 2017           | Simon Keizer  | Viktor Brand       |
| 5   | 15 juni 2017          | Nick Schilder | Gijs Staverman     |
| 5   | 15 juni 2017          | Simon Keizer  | Gers Pardoel       |
| 6   | 22 juni 2017          | Nick Schilder | Buddy Vedder       |
| 6   | 22 juni 2017          | Simon Keizer  | Gwen van Poorten   |
| 7   | 29 juni 2017          | Nick Schilder | Janice             |
| 7   | 29 juni 2017          | Simon Keizer  | Esmée van Kampen   |
| 8   | 6 juli 2017           | Nick Schilder | Romy Monteiro      |
| 8   | 6 juli 2017           | Simon Keizer  | Thomas Cammaert    |